# 天主教埃夫勒教區
天主教埃夫勒教區（拉丁語：Dioecesis Ebroicensis）是法國一個羅馬天主教教區，屬魯昂總教區。
根據傳統教區第一位主教為埃夫勒的聖陶蘭，而第一位見於文獻主教的就出現於511年。
教區位於厄爾省，2006年有教友396,600人（佔轄區總人口72.1%）、三十七個堂區、105名司鐸。現任教區主教為克里斯蒂安·努里夏爾。